# Caesar Mannelli
Caesar J. Mannelli (Olasz Királyság, Forni di Sopra, 1897. július 8. – Amerikai Egyesült Államok, Kalifornia, Antioch, 1936. május 3.) olimpiai bajnok olasz-amerikai rögbijátékos.
A Santa Clara Egyetemen tanult. Kiváló rögbi, kosárlabda és baseball játékos volt. Az 1924. évi nyári olimpiai játékokon az amerikai rögbicsapatban játszott és olimpiai bajnok lett.
Mérnöki diplomát szerzett és San Franciscóban dolgozott.